# Kalsi (Dehradun)
Kalsi (कालसी) ist eine Stadt im Distrikt Dehradun im indischen Bundesstaat Uttarakhand. Sie ist bekannt für die Felsenedikte von Kalsi, eine Gruppe bedeutender Inschriften des Herrschers Ashoka. Der Kalsi-Felsen enthält die größeren Felsenedikte 1 bis 14.
Der Kalsi-Felsen mit dem Ashoka-Edikt Nr. 13, erwähnt die griechischen Könige Antiochos II., Ptolemaios II., Antigonus II., Magas und Alexander II. mit Namen, als Empfänger seiner Lehren.

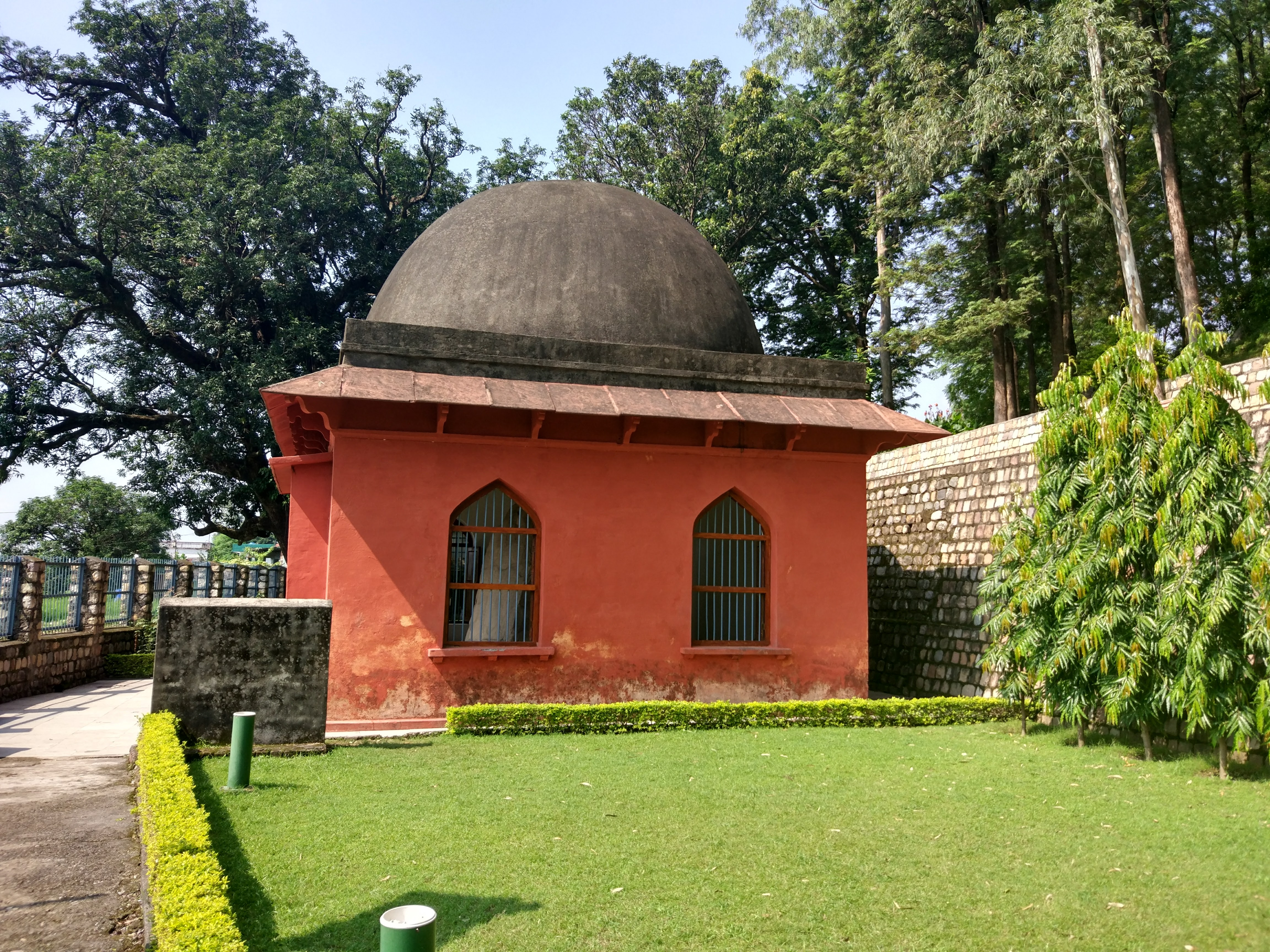
Gebäude mit den Felsedikten von Asoka
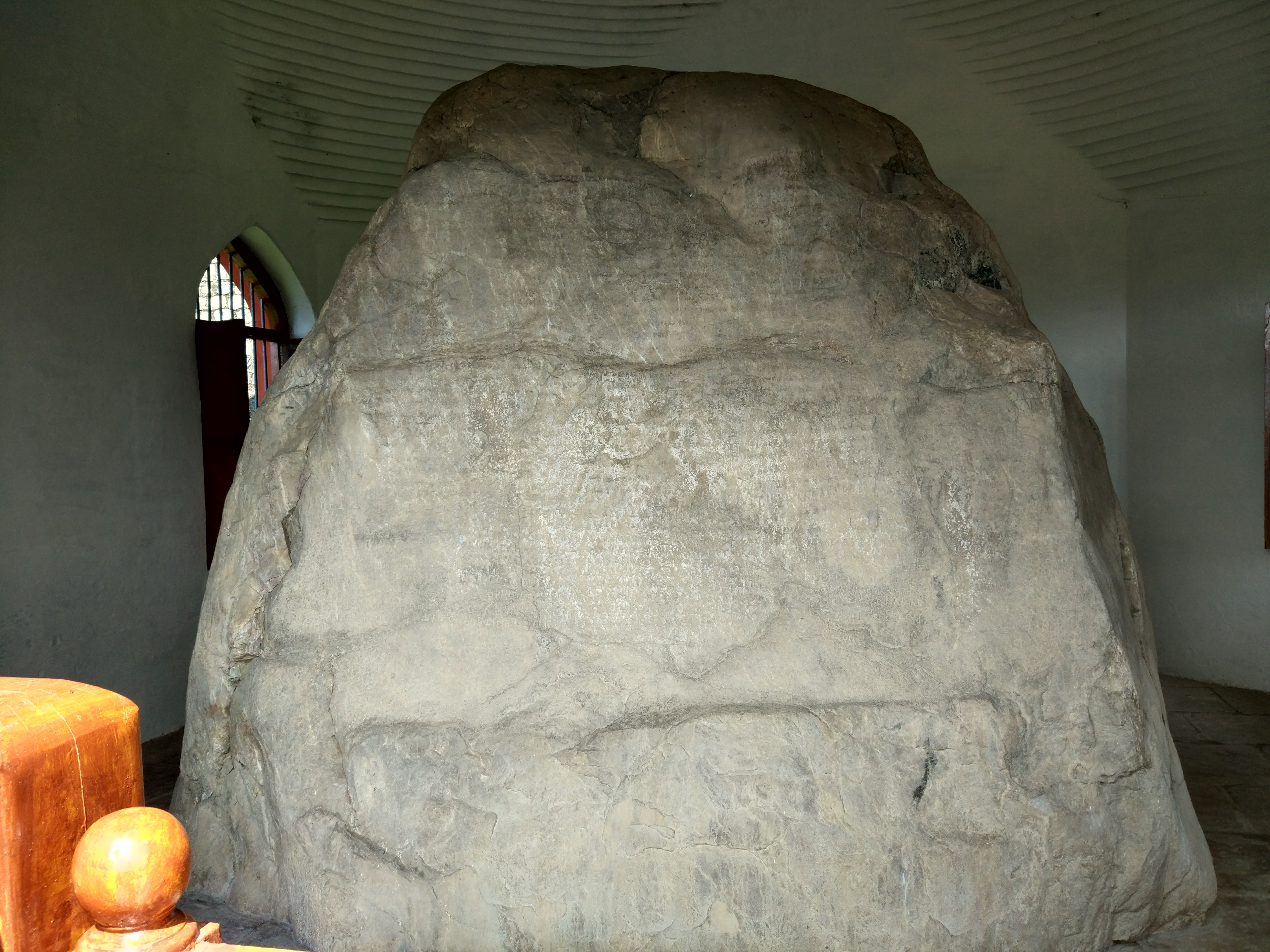
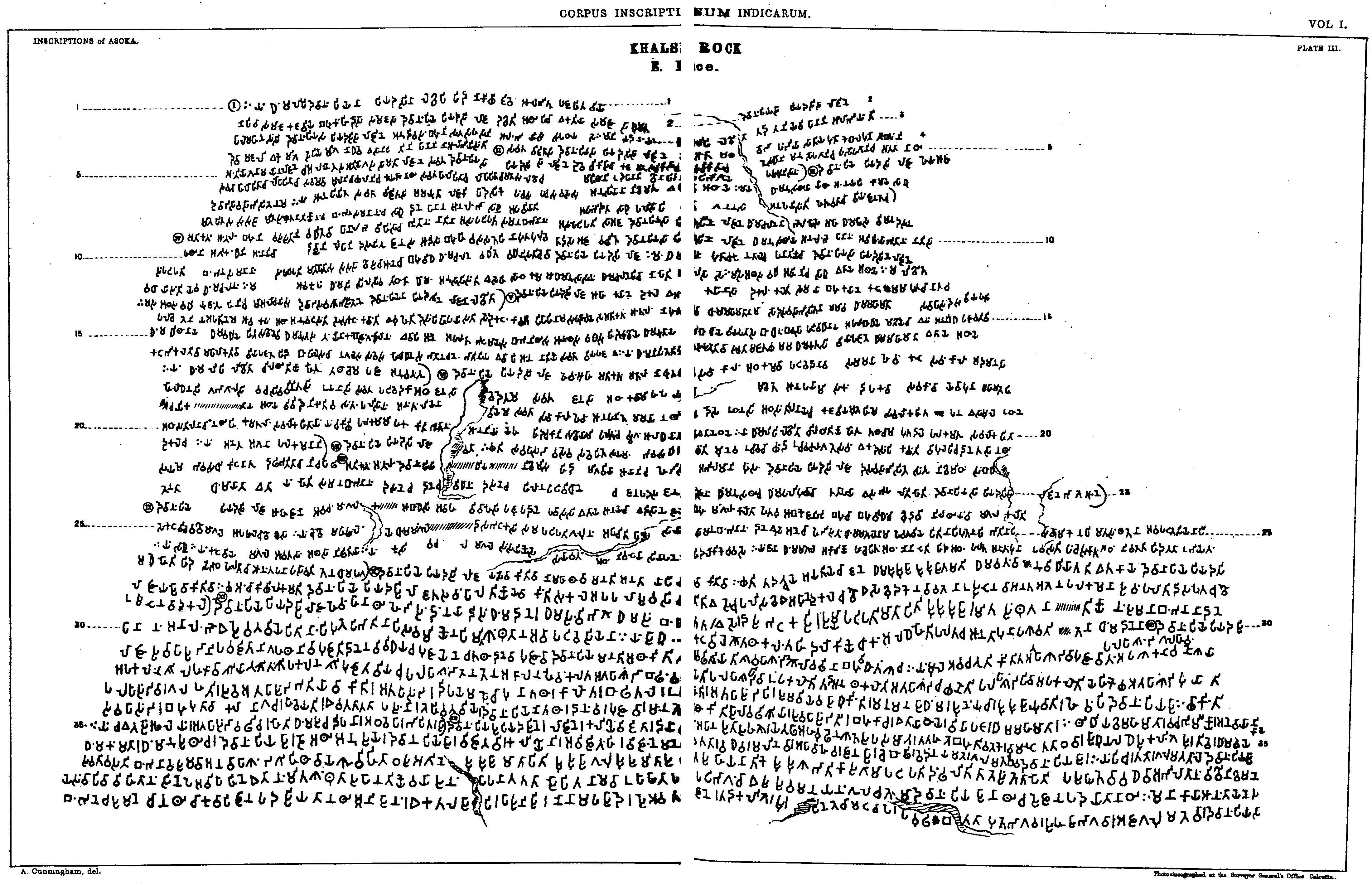
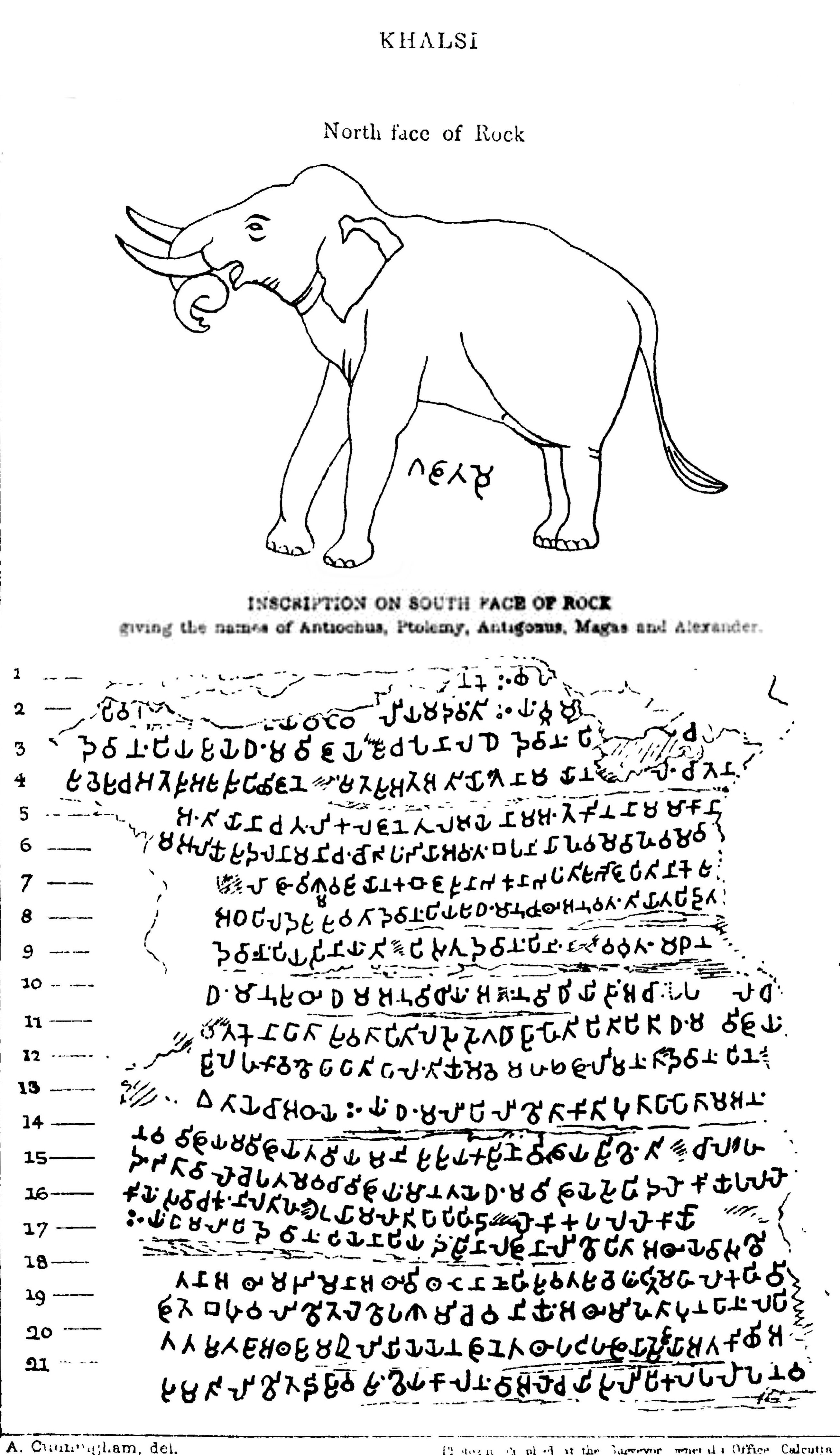